# Герб Каштелу-де-Віде
Ге́рб Каштелу-де-Віде — офіційний символ містечка Каштелу-де-Віде, Португалія. Використовується як територіальний герб. У червоному щиті золотий замок із трьома баштами, чорними вікнами і брамою. Обабіч нього два зелені виноградні кущі з пурпуровими виноградними гронами і зеленим листям. Щит увінчує срібна мурована містечкова корона з чотирма вежами.  Під щитом біла стрічка, на якій великими літерами напис португальською: «notável vila de Castelo de Vide» (видатне містечко Каштелу-де-Віде).  Офіційно затверджений 27 червня 1944 року.  

## Галерея

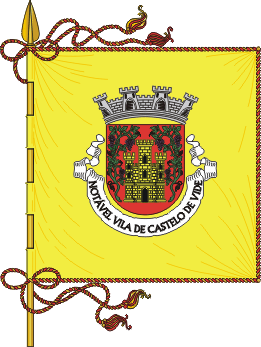
Прапор